# Cyclosorus rotumaensis
Cyclosorus rotumaensis là một loài dương xỉ trong họ Thelypteridaceae. Loài này được St.John mô tả khoa học đầu tiên năm 1954.
Danh pháp khoa học của loài này chưa được làm sáng tỏ. 